# Ignatz Urban
Ignatz Urban, o anche Ignaz o Ignatius (Warburg, 7 gennaio 1848 – Berlino, 7 gennaio 1931), è stato un botanico tedesco.
Fu uno specialista della flora delle Indie Occidentali.

## Biografia
Urban frequentò il Gymnasium Marianum di Warburg e quindi filologia e scienze naturali presso l'Università di Bonn ed alla  Humboldt-Universität zu Berlin  di Berlino, ove nel 1873, come allievo del Prof. Paul Friedrich August Ascherson ottenne il dottorato.
Dal 1873 al 1878 insegnò al  Pädagogium di Groß-Lichterfelde. Durante questo periodo egli pubblicò articoli sulla flora di Lichterfelde ed in particolare sul genere Medicago (Schneckenklee).
Nel 1878 divenne il Primo Assistente del giardino botanico di Schöneberg, nel 1883 il curatore e, dopo la morte del direttore August Wilhelm Eichler, direttore ad interim dal 1887 l 1889, fino alla nomina del successore di Eichler, Adolf Engler
Dal 1889 al 1913 fu vicedirettore e professore presso l'Orto botanico di Berlino a Dahlem. In tale veste egli fu massicciamente impegnato nel trasferimento del Giardino Botanico dall'attuale Parco Heinrich-von-Kleist a Dahlem (tra il 1899 e il 1910).
Nel 1903 Urban ricevette il titolo di Consigliere Segreto.
Campi specialistici di Urban erano la morfologia, la biologia e la sistematica delle fanerogame, la stesura di nuovi generi e specie di piante floreali, di queste in particolare quelle dei tropici sudamericani e dei Caraibi. Urban ha dato il nome a numerose piante di questa regione e ne ha descritti scientificamente i caratteri per la prima volta.
Una delle piante più note da lui scoperte è la Passiflora tulae. Un'altra passiflora ricevette il nome di Passiflora urbaniana in suo onore da parte del botanico americano Ellsworth Paine Killip (1890–1968)

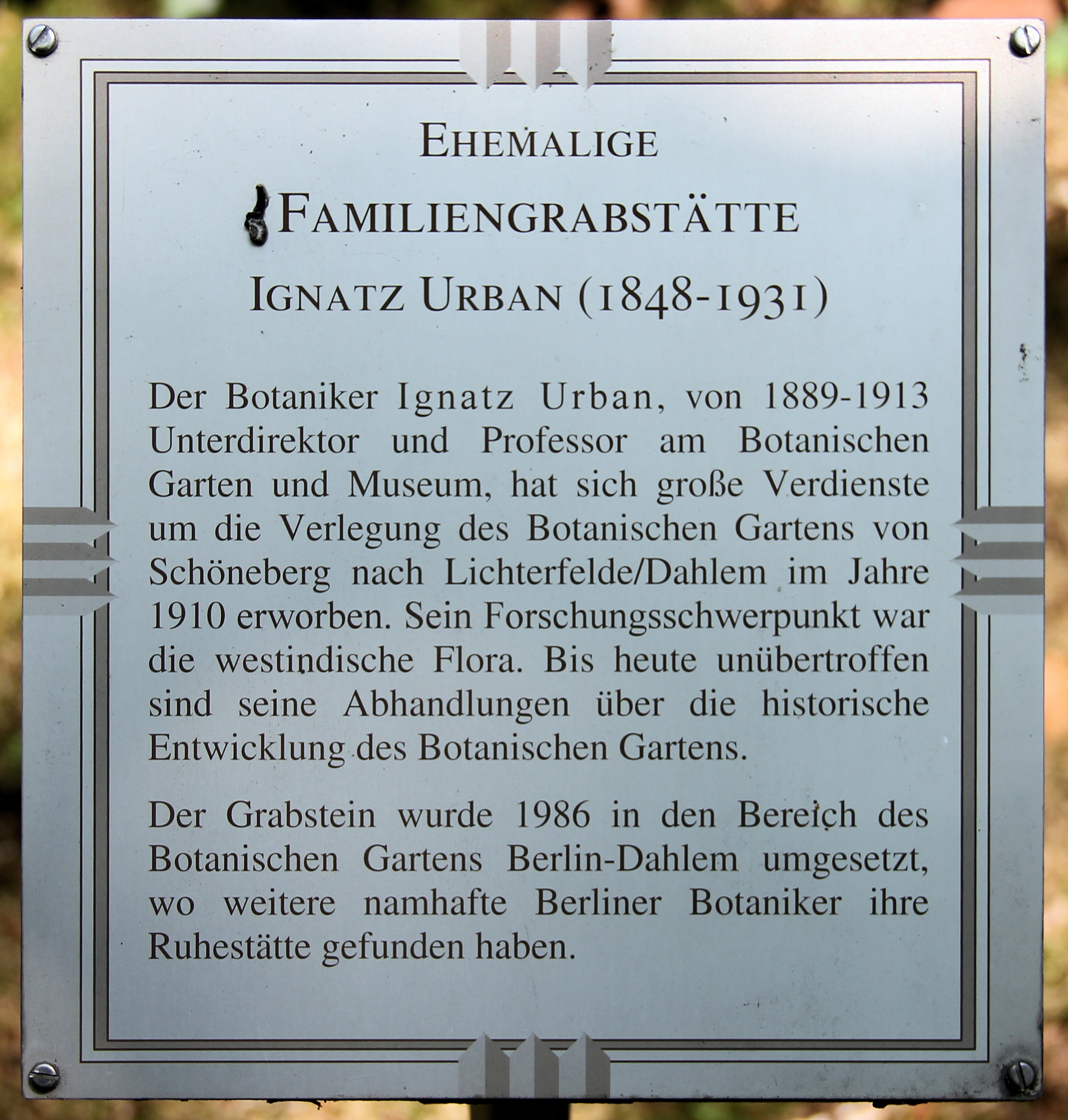
Targa funeraria di Ignatz Urban

Alla sua morte la salma di Ignaz Urban venne inumat nel cimitero di Lichterfelde. Dopo l'abbandono della sua tomba la targa funeraria venne trasferita in suo onore nel Giardino Botanico di Berlino.

## Tassonomia in suo onore
In suo onore vennero denominati i generi:
- Neo-urbania Fawc. & Rendle, ora Maxillaria
- Urbania pappigera Phil. della famiglia delle Verbenaceae
- Urbanodendron Mez della famiglia delle Lauraceae
- Urbanoguarea F. Allam. della famiglia delle Meliaceae
- Urbanolophium Melch. della famiglia delle Bignoniaceae
- Urbanosciadium H. Wolff della famiglia delle Apiaceae